# Petkovšek
Petkovšek je priimek več znanih Slovencev: 
- Ana Petkovšek (*1954), geotehničarka
- Anton Petkovšek (1920—1989), gospodarstvenik, diplomat, etnografski zbiralec
- Borut Petkovšek, strojnik, univ. prof.
- Darinka Petkovšek (1923—1999), alpinistka, prevajalka, publicistka, urednica
- Drago Petkovšek (1923—1983), igralec
- Gregor Petkovšek, šahist (HR Walingford) ... avtor knjige o islmau = drug?
- Ivo Petkovšek (1948—2022), slikar, pesnik; zgodovinski raziskovalec in publicist (zdravnik stomatolog, kirurg /Trst)
- Janez Petkovšek, narečni slovaropisec
- Janko Petkovšek, jamar
- Jože Petkovšek, elektrooptik v Iskri, izdelal prve slov. holograme
- Jožef Petkovšek (1868—1898), slikar
- Maja Mikulič Petkovšek, agronomka, prof. BF
- Marcel Petkovšek, publicist
- Marko Petkovšek (1955—2023), matematik, univ. profesor
- Meta Petkovšek (1933—2018), kineziologinja, šolnica, publicistka
- Miha Petkovšek (*1984), fagotist
- Mitja Petkovšek (*1977), telovadec
- Peter Petkovšek, gledališki režiser
- Primož Petkovšek - "Petko" (*1963), filmski igralec naturščik
- Robert Petkovšek (*1965), teolog, filozof in sociolog, profesor
- Rok Petkovšek, fizik, prof. FS UL
- Tjaša Petkovšek Tončič, likovna ustvarjalka
- Tony Petkovšek (1941—2019), radijski urednik in impresarij ("ambasador polke", Cleveland, ZDA)
- Valentin Petkovšek (1888—1975), agronom
- Viktor Petkovšek (1908—1994), botanik, univ. profesor, častni član Prirodoslovnega društva Slovenije.
- Zdravko Petkovšek (1931—2018), meteorolog, univ. profesor